# Eleonora d'Aragona (contessa di Tolosa)
Eleonora di Aragona (Saragozza, 1182 – 22 febbraio 1226) è stata una principessa aragonese divenuta col matrimonio contessa consorte di Tolosa e marchesa di Provenza, dal 1203 al 1222.

## Origine
Secondo la Ex Gestis Comitum Barcinonensium, era la figlia secondogenita del re d'Aragona Alfonso il Casto (1157-1196) e di Sancha di Castiglia (1154-1208), che secondo le Crónicas navarras (Crónicas navarras) e le Ex Gestis Comitum Barcinonensiu (Gesta comitum barchinonensium) era figlia del re di León e Castiglia Alfonso VII l'Imperatore e di Richenza di Polonia,
Secondo la Ex Brevi Historia Comitum Provinciæ e familia comitum Barcinonensium, Alfonso II d'Aragona era figlio della regina d'Aragona e contessa di Sobrarbe e Ribagorza, Petronilla e del principe d'Aragona e conte di Barcellona, Girona, Osona e Cerdagna, Raimondo Berengario IV che, secondo la Ex Brevi Historia Comitum Provinciæ e familia comitum Barcinonensium era figlio del conte di Barcellona, Girona, Osona e Cerdagna, Raimondo Berengario III e della contessa di Provenza e Gévaudan, Dolce I, figlia primogenita del Visconte di Millau, di Gévaudan, e di Carlat, Gilberto I di Gévaudan e della Contessa di Provenza, Gerberga (come ci viene confermato dalle Note dell'Histoire Générale de Languedoc, Tome II), figlia secondogenita del conte di Provenza, Goffredo I e della moglie Stefania o Dolce (?- dopo il 1096, anno in cui Stefania fece una donazione per l'anima del figlio Bertrando), come viene riportato a pagina 529 delle Note dell'Histoire Générale de Languedoc, Tome II; secondo lo storico Szabolcs de Vajay, Stefania era viscontessa di Marsiglia, figlia del visconte di Marsiglia, Guglielmo II.

## Biografia
Secondo la Crónica de San Juan de la Peña, suo fratello, il re d'Aragona, Pietro II, dopo aver sposato la sorella, Costanza (primogenita delle sue tre sorelle), ponendo fine ai dissidi con i conti di Tolosa, riuscì a combinare il matrimonio, tra la secondogenita, Eleonora ed il conte di Tolosa, duca di Narbona e marchese di Provenza, Raimondo VI, che era al suo sesto matrimonio. Raimondo VI era il figlio maschio primogenito del conte di Tolosa, marchese di Provenza e duca di Narbona, Raimondo V e di Costanza di Francia (come risulta dalla Chronica Albrici Monachi Trium Fontium, e dalla Histoire Générale de Languedoc, avec des Notes, Tome IV), figlia del re di Francia, Luigi VI detto il Grosso, e di Adelaide di Moriana. Il matrimonio fu celebrato, nel gennaio del 1203 (secondo la Histoire Générale de Languedoc avec des Notes, Tome V, il matrimonio, ma più probabilmente l'impegno di matrimonio avvenne nel 1200), come ci viene confermato dal continuatore di Guglielmo di Tiro, nel Recueil des historiens des croisades. Historiens occidentaux, quando ricorda che avvenne, subito dopo aver ripudiato la figlia dell'imperatore di Cipro, Isacco Comneno.
Col matrimonio Eleonora divenne contessa consorte di Tolosa, ossia sovrana di una terra, che negli anni successivi fu martirizzata dalla guerra, una crociata (la Crociata Albigese) che il papa Innocenzo III aveva scatenato contro suo marito, Raimondo VI, più volte assoggettato a scomunica. 

Eleonora viene citata come moglie (Alienor uxor mea), nel testamento che, ne settembre del 1209, secondo la Histoire Générale de Languedoc, avec des Notes Tome V, Raimondo VI redasse, dove oltre che della moglie, si ricordava del figlio, Raimondo, del fratello, Baldovino e dei figli illegittimi.
Sempre secondo la Crónica de San Juan de la Peña, suo fratello, Pietro II, tra la terza (ed ultima), sorella, Sancha d'Aragona con il figliastro di Eleonora, l'erede della contea di Tolosa, Raimondo, figlio di Raimondo VI, per cui divenne la suocera di sua sorella. Il matrimonio, che servì a rinsaldare il legame che univa la contea di Tolosa al regno d'Aragona, venne celebrato, nel 1210 come ci informa la Chronique de Maître Guillaume de Puylaurens sur la guerre des Albigeois.
Grazie anche ai due matrimoni, Raimondo VI poté chiedere il sostegno di suo cognato, Pietro II, che, il 16 luglio del 1212, era stato uno dei re cristiani vincitori della Battaglia di Las Navas de Tolosa, contro i mori di al-Andalus; Pietro si rivolse al pontefice per protestare contro i soprusi contro Raimondo e i suoi vassalli e Innocenzo III decise di riunire un concilio a Lavaur, presieduto dal vescovo di Narbona, dove sarebbe stata ascoltata la difesa di Raimondo VI e prese in considerazione le richieste di Pietro II. Il concilio però condannò Raimondo VI, ritenuto colpevole, e lo scomunicò e non accolse le richieste di Pietro di restituire a Raimondo le terre che gli erano state tolte; inoltre Pietro, che aveva difeso Raimondo, venne minacciato di scomunica.
Allora Pietro II scese in campo militarmente al fianco di Raimondo, a capo di una coalizione, formata dai conti di Tolosa, di Foix (Raimondo Ruggero) e di Comminges (Bernardo IV di Comminges) e dal visconte di Béarn (Gastone VI) per combattere apertamente Simone di Montfort. Lo scontro avvenne a Muret, dove Pietro fu ucciso nella battaglia del 12 settembre 1213.
Nel novembre 1215, quando il marito, Raimondo VI fu a Roma a perorare la propria causa davanti al Concilio Lateranense IV, che condannò l'eresia dei Catari ed appoggiò incondizionatamente la crociata, mentre Raimondo fu trovato colpevole e privato di tutti i suoi beni, a Eleonora, ritenuta una buona cattolica, la dote le fu conservata intatta, Comunque a Raimondo VI, privato di tutti i suoi possedimenti, fu assegnata una rendita annua di 400 marchi d'argento ed i territori non ancora conquistati dai crociati, sarebbero stati conservati dalla chiesa e consegnati al figlio di Raimondo VI, Raimondo (il futuro Raimondo VII), al raggiungimento della maggiore età.
In effetti Eleonora perse temporaneamente solo il titolo di contessa di Tolosa, in quanto il marchesato di Provenza rimase sotto controllo del marito anche contro il volere del papa. Poi, nel corso del 1217, Raimondo VI, con l'aiuto del figlio, riuscì a riconquistare la città di Tolosa e l'anno dopo si era nuovamentepadrone della contea.
Eleonora rimase vedova, nel 1222, infatti, secondo la Histoire Générale de Languedoc, Tome IV, Preuves, Raimondo VI morì lasciando al figliastro e, nello stesso tempo, genero di Eleonora, Raimondo VII i titoli di conte di Tolosa e marchese di Provenza ed il peso della guerra contro i crociati, che praticamente in quell'anno si spense.
Non si conosce la data esatta della morte di Eleonora, che avvenne nel corso del 1226, anno in cui la Crociata contro la contea do Tolosa riprese vigore. 
I

## Figli
In vent'anni di matrimonio Eleonora non riuscì a dare alcun erede al marito, Raimondo VI. come ci conferma la Crónica de San Juan de la Peña,.

## Ascendenza
|                                      |                      |                         | Genitori                     |  |  | Nonni |  |  | Bisnonni                              |  |  | Trisnonni                            |  |
|                                      |                      |                         |                              |  |  |       |  |  | Raimondo Berengario III di Barcellona |  |  | Raimondo Berengario II di Barcellona |  |
|                                      |                      |                         |                              |  |  |       |  |  | Raimondo Berengario III di Barcellona |  |  | Raimondo Berengario II di Barcellona |  |
|                                      |                      | Matilde d'Altavilla     |                              |  |  |       |  |  | Raimondo Berengario III di Barcellona |  |  |                                      |  |
| Raimondo Berengario IV di Barcellona |                      |                         |                              |  |  |       |  |  | Raimondo Berengario III di Barcellona |  |  |                                      |  |
|                                      |                      | Dolce I di Provenza     | Gilbert I, conte di Gévaudan |  |  |       |  |  |                                       |  |  |                                      |  |
|                                      |                      | Dolce I di Provenza     | Gilbert I, conte di Gévaudan |  |  |       |  |  |                                       |  |  |                                      |  |
|                                      |                      | Dolce I di Provenza     | Gerberga di Provenza         |  |  |       |  |  |                                       |  |  |                                      |  |
| Alfonso II d'Aragona                 |                      | Dolce I di Provenza     |                              |  |  |       |  |  |                                       |  |  |                                      |  |
|                                      |                      | Ramiro II di Aragona    | Sancho Ramírez di Aragona    |  |  |       |  |  |                                       |  |  |                                      |  |
|                                      |                      | Ramiro II di Aragona    | Sancho Ramírez di Aragona    |  |  |       |  |  |                                       |  |  |                                      |  |
|                                      |                      | Ramiro II di Aragona    | Felicia di Roucy             |  |  |       |  |  |                                       |  |  |                                      |  |
| Petronilla di Aragona                |                      | Ramiro II di Aragona    |                              |  |  |       |  |  |                                       |  |  |                                      |  |
|                                      |                      | Agnese d'Aquitania      | Guglielmo IX d'Aquitania     |  |  |       |  |  |                                       |  |  |                                      |  |
|                                      |                      | Agnese d'Aquitania      | Guglielmo IX d'Aquitania     |  |  |       |  |  |                                       |  |  |                                      |  |
|                                      |                      | Agnese d'Aquitania      | Filippa di Tolosa            |  |  |       |  |  |                                       |  |  |                                      |  |
| Eleonora d'Aragona                   |                      | Agnese d'Aquitania      |                              |  |  |       |  |  |                                       |  |  |                                      |  |
|                                      | Raimondo di Borgogna | Guglielmo I di Borgogna |                              |  |  |       |  |  |                                       |  |  |                                      |  |
|                                      | Raimondo di Borgogna | Guglielmo I di Borgogna |                              |  |  |       |  |  |                                       |  |  |                                      |  |
|                                      | Raimondo di Borgogna | Etiennette de Longuy    |                              |  |  |       |  |  |                                       |  |  |                                      |  |
| Alfonso VII di León                  | Raimondo di Borgogna |                         |                              |  |  |       |  |  |                                       |  |  |                                      |  |
|                                      |                      | Urraca I di León        | Alfonso VI di León           |  |  |       |  |  |                                       |  |  |                                      |  |
|                                      |                      | Urraca I di León        | Alfonso VI di León           |  |  |       |  |  |                                       |  |  |                                      |  |
|                                      |                      | Urraca I di León        | Costanza di Borgogna         |  |  |       |  |  |                                       |  |  |                                      |  |
| Sancha di Castiglia                  |                      | Urraca I di León        |                              |  |  |       |  |  |                                       |  |  |                                      |  |
|                                      |                      | Ladislao II l'Esiliato  | Boleslao III di Polonia      |  |  |       |  |  |                                       |  |  |                                      |  |
|                                      |                      | Ladislao II l'Esiliato  | Boleslao III di Polonia      |  |  |       |  |  |                                       |  |  |                                      |  |
|                                      |                      | Ladislao II l'Esiliato  | Zbyslava di Kiev             |  |  |       |  |  |                                       |  |  |                                      |  |
| Richenza di Polonia                  |                      | Ladislao II l'Esiliato  |                              |  |  |       |  |  |                                       |  |  |                                      |  |
|                                      |                      | Agnese di Babenberg     | Leopoldo III di Babenberg    |  |  |       |  |  |                                       |  |  |                                      |  |
|                                      |                      | Agnese di Babenberg     | Leopoldo III di Babenberg    |  |  |       |  |  |                                       |  |  |                                      |  |
|                                      |                      | Agnese di Babenberg     | Agnese di Waiblingen         |  |  |       |  |  |                                       |  |  |                                      |  |
|                                      |                      | Agnese di Babenberg     |                              |  |  |       |  |  |                                       |  |  |                                      |  |

### Fonti primarie
- (LA)  Preuves de l'Histoire Générale de Languedoc, tome V.
- (LA)  Rerum Gallicarum et Francicarum Scriptores, tomus XII.
- (LA)  Cartulaire de Marseille Saint-Victor Tome I.
- (LA)  Monumenta Germaniae Historica, Scriptores, tomus XXIII.
- (LA)  Monumenta Germaniae Historica, Scriptores, tomus XIII.

### Letteratura storiografica
- E. F. Jacob, Innocenzo III, in Storia del mondo medievale, vol. V, 1999, pp. 5–53
- Austin Lane Poole, L'interregno in Germania, in Storia del mondo medievale, vol. V, 1999, pp. 128–152
- Frederik Maurice Powike, I regni di Filippo Augusto e Luigi VIII di Francia, in Storia del mondo medievale, vol. V, 1999, pp. 776–828
- Charles Petit-Dutaillis, Luigi IX il Santo, in Storia del mondo medievale, vol. V, 1999, pp. 829–864
- Paul Fournier, Il regno di Borgogna o di Arles dall'XI al XV secolo, in Storia del mondo medievale, vol. VII, 1999, pp. 383–410
- (FR)  Histoire Générale de Languedoc avec des Notes, Tome V.
- (FR)  Recueil des historiens des croisades. Historiens occidentaux.
- (FR)  Chronique de Guillaume de Puylaurens.
- (FR)  Histoire Générale de Languedoc avec des Notes, Tome IV.
- (FR) Histoire générale de Languedoc, Notes, tomus II, su gallica.bnf.fr.
- (ES)  Crónica de San Juan de la Peña.